# Roderick Island
Roderick Island ist eine Insel im Westen der kanadischen Provinz British Columbia. Sie liegt in den östlichen Randgewässern des Queen Charlotte Sounds und gehört zum Regional District of Kitimat-Stikine. Die Insel liegt an der Inside Passage, etwa 525 Kilometer nördlich von Vancouver sowie rund 225 Kilometer südlich von Prince Rupert und wird wie die meisten der Inseln im nördlichen Küstenbereich der Provinz zum Great Bear Rainforest gerechnet. Auf Roderick Island ist der Anteil von Kermodebären (Geisterbären) am Vorkommen von Amerikanischen Schwarzbären sehr hoch und die Insel ist neben Princess Royal Island sowie Gribbell Island Hauptgebiet ihres Vorkommens.

## Geographie
Die Insel hat eine Fläche von 233 km² sowie einen Umfang von 119 km. Die in Nord-Süd-Richtung etwa 30 Kilometer lange sowie bis zu 10 Kilometer breite Insel wird durch die „Watson Bay“ weitgehend in einen nördlichen und einen südlichen Teil getrennt. Sie gehört zu den 150 größten Inseln Kanadas (113. Platz bei mehr als 50.000 Inseln) und damit auch zu den größten der Provinz (21. Platz).
Nördlich der Insel befindet sich der „Sheep Passage“ und dann das kanadische Festland. Nordöstlich der Insel und des „Griffin Passage“ liegt Pooley Island. Südöstlich der Insel und des Mathieson Channel liegt ebenfalls kanadisches Festland, die „Don Peninsula“. Im Süden trennt die „Jackson Passage“ die Insel von Susan Island. Westlich von Roderick Island ist der Finlayson Channel mit einem Abschnitt der Inside Passage im Süden und Swindle Island. Auf Swindle Island findet sich mit Klemtu auch die nächstgelegene größere Ansiedlung. Westlich des nördlichen Finlayson Channel liegt Sarah Island. Weiterhin ist die Insel von zahlreichen kleinen und kleinsten Inseln umgeben.
Der höchste Punkt auf der Insel liegt im südlichen Teil der Insel, südöstlich des Roderick Lake und erreicht eine Höhe von 856 m.

## Geschichte
Traditionell ist die Insel Siedlungs- und Jagdgebiet der First Nations, hauptsächlich der Gitasts'uu. An der Nordostküste der Insel, an der „Griffin Passage“, liegt mit dem Skilak Indian Reserve No. 14 eines ihrer Reservate.

## Namensherkunft
Die Insel wurde um 1866 wahrscheinlich vom Offizier der Royal Navy Kapitän Daniel Pender nach Roderick Finlayson, einem ehemaligen „Chief Factor“ der Hudson’s Bay Company für den Columbia District und späterem Bürgermeister von Victoria, benannt. In den Admiralty Charts, den Karten der britischen Admiralität, ist der Name spätestens ab 1867 nachweisbar.

## Schutzgebiete
Neben dem im Norden der Insel gelegenen, 95 Hektar großen „Goat Cove Conservancy“, einem besonderen Typ von Schutzgebiet, welche ebenfalls durch BC Parks verwaltet wird, findet sich im Südosten der Insel einer der Provinzparks von British Columbia. Der 67 Hektar große Jackson Narrows Marine Provincial Park umfasst einen Teil der Insel sowie Gewässeranteile am östlichen Eingang der „Jackson Passage“ und weitere Anteile auf Susan Island. Dabei ist der Jackson Narrows Marine Provincial Park von einem weiteren Schutzgebiet, der „Rescue Bay Conservancy“, umgeben.